# Entomoplasma freundtii
Entomoplasma freundtii è una specie di batterio appartenente alla famiglia delle Entomoplasmataceae.